# Cyril Zálešák
Cyril Zálešák (4. února 1920 Kuželov – 16. dubna 2013 Bratislava) byl slovenský choreograf, hudebník a folklorista. Zkoumal slovenské lidové tance a vydal několik metodických příruček a sborníků. V díle Opisovanie ľudových tancov vytvořil systém názvosloví pro popis tanců.
Jako choreograf a vedoucí působil 25 let ve folklorním souboru Technik. Režíroval několik scénických programů na folklorních festivalech.

## Dílo
- 1990 – Folklór na scéne
- 1982 – Folklórne hnutie na Slovensku: od oslobodenia do súčasnosti
- 1978 – Motívy a zostavy pre nácvik slovenských ľudových tancov
- 1977 – Prehľad slovenských ľudových tancov
- 1970 – Tradičné zvyky na Slovensku, spojené s tancami
- 1964 – Ľudové tance na Slovensku
- 1963 – Rytmika a ľudové tance
- 1956 – Opisovanie ľudových tancov
- 1953 – Pohronské tance
- 1950 – Horňácky odzemok a verbunk